# Vincent Jay
Vincent Jay (* 18. května 1985, Albertville, Francie) je bývalý francouzský biatlonista.

## Kariéra
Ve světovém poháru se objevil poprvé už jako čtrnáctiletý v roce 1999. Za svou kariéru se dočkal dvou vítězství v závodech světového poháru a celkově čtyř umístění na stupních vítězů.
Největší úspěch mu přinesla zimní olympiáda ve Vancouveru v roce 2010, kde ovládl závod na 10 kilometrů sprintem a získal bronzovou medaili ve stíhacím závodě na 12 a půl kilometru.
Svou kariéru ukončil v roce 2012 po neuspokojivých výsledcích.